# Akcja Bororo
Akcja Bororo (cz. Akce Bororo) – czechosłowacki film fantastycznonaukowy z 1973, luźna adaptacja powieści Miroslava Hanuša pt. Expedice Élauné.

## Obsada
- Božidara Turzonovová jako Ori-Ana / Zuzana Kettnerová
- Svatopluk Matyáš jako dr Junek
- Vlastimil Brodský jako doc. Burger
- Otakar Brousek jako doc. Nousek
- Zita Kabátová jako Fričová
- Oto Ševčík jako Krause
- Jiří Krampol jako mężczyzna w skórzanej kurtce
- Karel Augusta jako inż. Šebestík
- Jiří Pleskot jako Chaloube
- František Paul jako Cipro
- Viktor Maurer jako kelner
- Radovan Lukavský jako Frič (głos)